# Paloma Gómez Borrero
Pour les articles homonymes, voir Gómez et Borrero.
María Paloma Gómez Borrero, née à Madrid (Espagne) le 18 août 1934 et morte le 24 mars 2017 dans cette ville à la suite d'un cancer, est une journaliste espagnole. 

## Biographie
Elle est descendante, en ligne maternelle, de Juan Álvarez Mendizábal. Son grand-père, le général Borrero, eut un rôle important dans les troupes isabellines durant les guerres carlistes.
Elle est diplômée de journalisme et a travaillé comme envoyée spéciale de l'hebdomadaire Sábado Gráfico en Allemagne, en Autriche et au Royaume-Uni.
Durant douze ans, elle a été correspondante de la TVE en Italie et dans la cité du Vatican, devenant la première femme correspondante à l'étranger de la télévision nationale espagnole. Elle a été renvoyée en 1983 par décision personnelle du directeur José María Calviño.
Elle a ensuite collaboré à plusieurs magazines dirigés par María Teresa Campos : Pasa la vida (1991-1996) sur la TVE ; Día a día (1996-2004) sur Telecinco y Cada día (2004-2005), sur Antena 3. Elle a aussi été correspondante de Venevisión (Venezuela) et de Teve-Hoy (Colombie). Entre août 2007 et 2012, elle a collaboré au programme de Telecinco La Noria, présenté par Jordi González.
Jusqu'en juin 2012, elle a été correspondante de Cadena COPE depuis le Vatican, réalisant les commentaires des événements de l'Église catholique. Elle anime aussi à la radio Ventana al mundo, à destination de l'Amérique latine.
Elle a une bonne connaissance du Saint-Siège et a accompagné les papes dans tous leurs voyages. Elle a ainsi accompagné Jean-Paul II lors de 104 voyages vers 160 pays. Elle a aussi fait partie du groupe de journalistes à bord de l'avion de Benoît XVI lors de ses voyages pastoraux.
Elle a reçu la Croix de l'Ordre d'Isabelle la Catholique de la part du roi Juan Carlos I, le 12 juillet 1999.

## Œuvres
María Paloma Gómez Borrero est l'auteur de nombreux ouvrages, liés au Vatican ou à la cuisine :
- Huracán Wojtyla
- Abuela, háblame del Papa
- Juan Pablo, amigo
- Adiós, Juan Pablo, amigo
- Dos Papas, una familia
- La Alegría
- A vista de Paloma
- Caminando por Roma
- Los fantasmas de Roma
- Los fantasmas de Italia
- Una guía del viajero para el jubileo
- De Benedicto a Francisco. El cónclave  del cambio
- El Libro de la pasta
- Pasta, pizza y mucho más
- Comiendo con Paloma Gómez Borrero
- Cocina sin sal
- Nutrición infantil